# Topino (série télévisée d'animation)
 (mai 2019).
Si vous disposez d'ouvrages ou d'articles de référence ou si vous connaissez des sites web de qualité traitant du thème abordé ici, merci de compléter l'article en donnant les références utiles à sa vérifiabilité et en les liant à la section « Notes et références ».
Pour le cours d'eau, voir Topino.
Topino est une série d'animation franco-tchéquie en 52 épisodes de 12 minutes créée par Roger Lanzac et Billy Nancioli.
Au Québec, elle a été diffusée à partir du 9 septembre 1971 à la Télévision de Radio-Canada, puis dans le cadre de l'émission Bobino, et rediffusée à partir du 13 septembre 1982 sur TVJQ.

## Synopsis
Topino est un jeune acrobate qui travaille pour le cirque ambulant Mémé Hourra avec sa bien-aimée, elle aussi artiste de cirque. Dans le premier épisode, il se tue accidentellement. Une créature fantastique lui apparaît alors et lui donne la possibilité de retrouver le monde des vivants, à condition de le faire sous la forme d'un animal. Elle lui donne trois choix, dont un rat blanc. Topino choisi cette option. Entretemps, le cirque s'est remis en route et Topino, désormais minuscule, se lance à sa poursuite. Il rencontrera par la suite un hérisson dont les piquants sont mous, Niglo et un coq de combat nommé Hannibal qui deviendront ses amis. Il se fera toutefois un ennemi d'un chat.

## Fiche technique
- Titre : Topino
- Création :
- Réalisation : Denis Boutin
- Scénario :
- Création des personnages :
- Décors :
- Animation : Krátký Film Praha
- Musique :
- Sociétés de production :
- Société de distribution :
- Pays :  France
- Langue : français
- Format : Couleurs - 4/3 - son mono
- Nombre d'épisodes :  52
- Durée : 12 minutes
- Date de première diffusion : 
  - Québec : 9 septembre 1971 (Télévision de Radio-Canada)

## Distribution (voix)
- Sophie Darel
- René Havard
- Jean-Pierre Rambal
- Denis Savignat
- Aldo Zucconi